# تومويا تاكشيتا
تومويا تاكشيتا (باليابانية: 武下 智哉) (مواليد 7 مايو 2002) هو لاعب كرة قدم ياباني.

## وصلات خارجية
- تومويا تاكشيتا على موقع رابطة كرة القدم اليابانية للمحترفين (اليابانية)
- تومويا تاكشيتا على موقع قاعدة بيانات كرة القدم.إي يو (الإنجليزية)
- تومويا تاكشيتا على موقع Soccerway.com (الإنجليزية)